# Stadium Australia
L'ANZ Stadium, també conegut amb el nom de Stadium Australia, és un estadi olímpic que es va construir l'any 1999 a la ciutat de Sydney a Austràlia amb motiu dels Jocs Olímpics d'Estiu del 2000.
En l'actualitat l'estadi és utilitzat en competicions de rugbi a 13, rugbi a 15, criquet, futbol i futbol australià.

## Denominacions
En el moment de la construcció expressa per la celebració dels Jocs Olímpics de l'any 2000 rebé la denominació de Stadium Australia, si bé l'any 2002 amb l'adquisició dels drets del nom, la companyia de comunicacions Telstra va rebatejar l'estadi en Telstra Stadium. El 12 de desembre de 2007 l'estadi fou rebatejat una nova vegada amb el nom d'ANZ Stadium amb motiu de l'acord del grup propietari Stadium Australia Group (SAG) amb l'Australia and New Zealand Banking Group (ANZ). Al novembre de 2021 va passar al grup hoteler multinacional Accor.

## Història
L'estadi està situat al districte suburbà de Homebush de la ciutat de Sydney, i forma part del denominat Parc Olímpic de Sydney. L'obra de construcció va començar el 1996, i va ser inaugurat oficialment el 6 de març de 1999 en una competició de rugbi a 13. Inicialment concebut per allotjar 110.000 espectadors, la qual cosa en fa l'estadi olímpic més gran mai dissenyat, durant la celebració de la cerimònia de clausura va rebre 114.714 espectadors i durant el partit de futbol entre les seleccions de futbol d'Espanya i Camerun eren 104.098 espectadors.
L'any 2003, després d'una remodelació interior, la capacitat s'establí en 83.500 persones, i esdevé així el segon estadi amb més capacitat del continent després del Melbourne Cricket Ground.